# 因诺岑茨·施坦格尔
因诺岑茨·施坦格尔（德語：Innozenz Stangl，1911年3月11日—1991年3月23日），德国男子体操运动员。他曾获得1936年夏季奥运会体操比赛男子团体全能金牌。他在该届奥运会也参加了数个个人小项，最好名次是男子单杠的第四名。